# Эрнстбергер, Вальтер
Вальтер Эрнстбергер (нем. Walter Ernstberger; 23 августа 1913, Пфорцхайм, Германская империя — июнь/июль 1945, Заган) — оберштурмфюрер СС, шуцхафтлагерфюрер в концлагере Гросс-Розен.

## Биография
Вальтер Эрнстбергер родился 23 августа 1913 года в семье бригадира каменщиков. После посещения школы учился на монтёра, но обучение не закончил. Эрнстбергер занимался добровольной трудовой деятельностью и в 1934 году присоединился к Штурмовым отрядам (СА) и вскоре после этого был зачислен в ряды СС (№ 270670). С 1936 года состоял в комендатуре концлагеря Заксенхаузен. 1 мая 1937 года вступил в НСДАП (билет № 5546899). С 1939 года служил в концлагере Маутхаузен, где с 1940 года был рапортфюрером. В 1941 году ему было присвоено звание оберштурмфюрера СС. С 1942 года был начальником по использованию рабочей силы в концлагере Арбайтсдорф.
В феврале 1943 года в качестве преемника Антона Тумана стал шуцхафтлагерфюрером в концлагере Гросс-Розен. В ходе наступления Красной армии Гросс-Розен был эвакуирован в начале февраля 1945 года, и в лагере остался только Эрнстбергер с 120 эсэсовцами, которые охраняли 60-70 капо, чтобы устранить следы: помимо сжигания уличающих материалов, оставшиеся заключенные также должны были хоронить трупы. Незадолго до того, как последние эсэсовцы покинули концентрационный лагерь Гросс-Розен, были обнаружены заключенные, спрятавшиеся в лагере во время маршей смерти. По приказу Эрнстбергера найденных расстреляли.
После окончания войны Эрнстбергер покончил жизнь самоубийством в лагере для интернированных.